# Олія деревна смоляна
Деревна смоляна олія — продукт перегонки деревної смоли, що отримана при  сухій перегонці деревини або газифікації.
Розрізняють різні види цієї олії:
- соснова олія,
- березова олія,
- букова олія,
- хвойна олія
- гірськососнова олія

Використовується як реагент (зокрема при флотації), біопаливо, .